# Виттгендорф (Тюрингия)
Виттгендорф (нем. Wittgendorf) — община в Германии, в земле Тюрингия.
Входит в состав района Заальфельд-Рудольштадт. Подчиняется управлению Миттлерес Шварцаталь. Население составляет 164 человека (на 31 декабря 2022 года). Занимает площадь 3,43 км².

## История
Витгендорф впервые упоминается в документах в 1267 году и поэтому является одной из старейших деревень в этом районе. Ранее он принадлежал княжеству Шварцбург-Рудольштадт.
6 июля 2018 года коммуна Витгендорф была включена в состав города Заальфельд/Заале.
| Год  | Население | Год  | Насления |
| ---- | --------- | ---- | -------- |
| 1525 | 75        | 1664 | ~200     |
| 1852 | 388       | 1860 | 360      |
| 1910 | 310       | 2000 | 222      |
| 2005 | 213       | 2006 | 210      |
| 2007 | 204       | 2008 | 205      |
| 2009 | 200       | 2010 | 184      |
| 2011 | 178       | 2012 | 173      |
| 2013 | 168       | 2014 | 167      |
| 2015 | 153       | 2016 | 155      |